# Araneus bipunctatus (Franganillo)
Araneus bipunctatus is een spinnensoort in de familie van de wielwebspinnen (Araneidae). De soort werd door de auteur van de naam gerapporteerd uit Cuba. De naam is een later homoniem van Araneus bipunctatus (Thorell, 1898), gepubliceerd als Epeira bipunctata. Volgens Norman Platnick in de World Spider Catalog, is onduidelijk welk taxon met deze naam bedoeld wordt. Als dat wordt vastgesteld, is een nomen novum voor deze soort nodig.